# Jack Harlow
Jackman Thomas Harlow (nghệ danh: Jack Harlow, sinh ngày 13 tháng 3 năm 1998) là nam rapper, ca sĩ người Mỹ. Anh bắt đầu sự nghiệp âm nhạc vào năm 2015 và đã phát hành một số EP, mixtape cũng như album phòng thu. Năm 2018, anh ký hợp đồng với hãng đĩa Generation Now của hai nghệ sĩ Don Cannon và DJ Drama, một thương hiệu trực thuộc Atlantic Records.
Harlow nổi tiếng toàn cầu vào năm năm 2020 với đĩa đơn "Whats Poppin" khi ca khúc lọt top thịnh hành trên mạng xã hội TikTok. Sau bản remix với DaBaby, Tory Lanez và Lil Wayne, bài hát vuơn lên vị trí thứ hai trên bảng xếp hạng Billboard Hot 100 Mỹ và nhận được một đề cử giải Grammy cho "Màn trình diễn Rap xuất sắc nhất". Cùng năm, anh phát hành album phòng thu đầu tay Thats What They All Say, album đạt chứng nhận bạch kim của Hiệp hội Công nghiệp Ghi âm Hoa Kỳ (RIAA). Năm 2021, anh là ca sĩ khách mời trong bài hát "Industry Baby" của Lil Nas X, ca khúc đạt hạng nhất Billboard Hot 100 và là bài hát đạt hạng nhất đầu tiên của anh. Album thứ hai, Come Home the Kids Miss You (2022) tiếp tục cho ra mắt thêm đĩa đơn hạng nhất nữa là "First Class". Năm 2023, anh hợp tác với Jungkook trong ca khúc "3D" đạt hạng năm, trong khi đó, đĩa đơn "Lovin on Me" đạt hạng nhất Hot 100.
Harlow đã nhận được nhiều giải thưởng, bao gồm giải "Nghệ sĩ mới hàng đầu" tại Giải thưởng Âm nhạc Billboard năm 2021. Cùng năm, anh được tờ Variety vinh danh là "Người tạo hit của năm", cũng như góp mặt trong "Danh sách 30 người thành công dưới 30 tuổi" của Forbes. Năm 2023, anh có vai diễn đầu tay Jeremy trong phim điện ảnh White Men Can't Jump do Calmatic đạo diễn, bản làm lại của phim cùng tên năm 1992.

## Tiểu sử
Jackman Thomas Harlow sinh ra tại thành phố Louisville, Kentucky trong một gia đình gốc Pháp và Ireland. Cha mẹ anh là Maggie (nhũ danh: Payette), một nữ doanh nhân, và Brian Harlow, lớn lên trong một trang trai nuôi ngựa ở vùng Shelbyville. Anh có một em trai tên Clayborn Harlow.

## Danh sách nhạc
- Thats What They All Say (2020)
- Come Home the Kids Miss You (2022)
- Jackman (2023)